# Kevin Dawson
Kevin Emiliano Dawson Blanco (Colonia del Sacramento, 8 de febrero de 1992) es un futbolista uruguayo que juega de arquero en Defensor Sporting de la Primera División de Uruguay.

## Trayectoria

### Plaza Colonia
En septiembre de 2011, fichó por el club coloniense, para comenzar el Campeonato Uruguayo de Segunda División 2011-12. En la fecha 2 fue convocado por primera vez, luego en la 5 y 6 nuevamente fue citado, pero no tuvo minutos. Debutó como profesional el 19 de noviembre de 2011, el técnico Luis Matosas lo puso como arquero titular para enfrentar a Villa Teresa, al minuto 71 le convirtieron su primer gol, fue de penal, pero finalmente empataron 1 a 1. Su primer partido lo jugó con 19 años y 284 días. En las siguientes tres fechas, no fue convocado, pero debido a una lesión del arquero titular Nicolás Biglianti en el partido contra Rocha, ingresó y jugó su primer partido en el Suppici, ganaron 2 a 1.
Se mantuvo en el arco hasta el final del campeonato. Plaza Colonia finalizó en décima posición, por lo que clasificó a los play-off para el tercer ascenso. Su rival fue Progreso, Kevin estuvo en el partido de ida y vuelta, pero fueron derrotados por un global de 4 a 1. Finalmente Progreso ganó el play-off y ascendió. En su primera temporada jugó 15 partidos y recibió 20 goles. Para el Campeonato Uruguayo de Segunda División 2012-13, el técnico Matosas confirmó la titularidad de Kevin. Plaza tuvo un torneo irregular, en la fecha 14 cesaron al DT por los malos resultados, estaban en posición de descenso a la C, categoría amateur del fútbol uruguayo. Asumió Daniel Torres y mantuvo a Dawson en el arco, mejoraron su juego y escalaron posiciones. Los Patas Blancas finalizaron el torneo en décima posición, por lo que nuevamente jugaron el play-off por un ascenso. Su rival fue Miramar Misiones, Kevin jugó los 90 minutos del partido de ida, encuentro que ganaron 3 a 1. En la revancha, Miramar anotó 2 goles en el tiempo reglamentario, por lo que quedaron empatados en un global de 3 a 3, fueron a un alargue y al minuto 117 los Cebritas anotaron el gol definitivo, que sentencio el 3 a 0 y un global de 4 a 3. Finalmente el equipo que ascendió fue Miramar Misiones. Dawson jugó 28 partidos, en los cuales recibió 38 goles y dejó su arco invicto en 7 oportunidades. En el Campeonato Uruguayo de Segunda División 2013-14, comenzó como entrenador Carlos Manta. Kevin fue el arquero titular del torneo, nuevamente Plaza finalizó en décima posición y clasificó a la eliminatoria por el tercer ascenso. El equipo que ascendió fue Rampla al ganar en la final. En esta temporada, jugó 29 partidos, le anotaron 32 goles y mantuvo su arco en cero en 7 oportunidades.
El 13 de septiembre de 2014, comenzó el Campeonato Uruguayo de Segunda División 2014-15, Kevin fue titular pero perdieron 2 a 0 con Boston River. Debido a una lesión de meniscos, estuvo fuera de las canchas por el resto del año. En esos partidos, sufrieron dos importantes goleadas, 5 a 0 con Villa Teresa y 7 a 1 con Liverpool. Además en las primeras 10 fechas, lograron 5 puntos, con 7 partidos perdidos, 2 empatados y 1 ganado. Plaza estaba en la última posición de la tabla, en posición de descenso al amateurismo, pero el técnico Espinel se mantuvo en el puesto y continuó su filosofía del buen juego, los buenos resultados llegaron. Desde la fecha 11 en adelante, no perdieron más. Dawson volvió a jugar el 7 de marzo de 2015, contra Boston River, el partido lo ganaron 1 a 0. Plaza tuvo un gran final de temporada, lograron el segundo puesto, tras Liverpool, por lo que ascendieron directamente a la máxima categoría del fútbol uruguayo. Kevin jugó 14 partidos, recibió 9 goles y en 7 oportunidades no le convirtieron.
Espinel se mantuvo como técnico para jugar el Campeonato Uruguayo de Fútbol 2015-16 y eligió a Kevin para ser capitán del equipo. Debutó en Primera División el 15 de agosto de 2015, en la fecha 1 del Torneo Apertura, se enfrentaron a Rentistas en el Suppici pero expulsaron a 2 compañeros y perdieron 2 a 1. En la fecha 2, lograron su primer triunfo, vencieron 2 a 1 a Liverpool en Belvedere. El 6 de septiembre, se enfrentó al club que lo formó por primera vez de manera oficial, Nacional, fue en el Gran Parque Central, realizaron  un gran partido pero en el último minuto, mediante un penal, ganaron los bolsos por 1 a 0. Contra Peñarol, debutó en el Estadio Centenario, fue en la fecha 14, Diego Forlán venció la portería de Kevin pero finalmente empataron 1 a 1. Además de Forlán, se enfrentó a jugadores como Matías Aguirregaray, Carlos Valdés, Luis Aguiar, Guillermo Rodríguez y Marcelo Zalayeta. Plaza finalizó en la posición 13 del Torneo Apertura 2015, mostró un buen juego en las últimas fechas, ya que en las últimas 7 no perdió, pero empató en 6, por lo que su permanencia en Primera se complicaba. Dawson jugó los primeros 14 partidos y recibió la misma cantidad de goles, fue el capitán en cada uno de ellos. Para el último encuentro sufrió una lesión en la rodilla, por lo que le impidió estar a la orden. Kevin se recuperó rápido y realizó la pretemporada con sus compañeros. Jugó algunos partidos amistosos, contra la selección departamental de Colonia, Wanderers, Villa Española y Peñarol. El 6 de febrero de 2016, jugaron la fecha 1 del Torneo Clausura, su rival fue Rentistas y ganaron 3 a 1. En la fecha 4, se enfrentaron a Nacional, esta vez en el Suppici, Kevin mostró un buen nivel y ganaron 2 a 0. Además, lograron victorias importantes ante Wanderers, River Plate y Fénix. Llegaron a la fecha 12 con la posibilidad de quedar punteros del torneo, ya que Peñarol y Nacional habían empatado en el clásico. El 15 de mayo se enfrentaron a Sud América, Dawson mantuvo su arco cerrado, ganaron 2 a 0 y quedaron en primer lugar del torneo. Por su gran actuación en el partido clave, fue elegido el tapado de la fecha para Referí.
En la fecha 14, el 29 de mayo, se enfrentaron a Peñarol en el Campeón del Siglo con la posibilidad de salir campeones. Kevin fue titular y capitán, comenzaron ganando desde el primer minuto con gol de su compañero Nicolás Milesi, pero antes de la primera media hora del encuentro, los carboneros empataron con una anotación de Murillo. En el segundo tiempo continuó la paridad, pero al minuto 78 Hernán Novick cometió un penal para los colonienses, lo ejecutó su compañero Alejandro Villoldo y venció la portería de Guruceaga, la ventaja se mantuvo hasta el final y ganó Plaza Colonia por 2 a 1. Con 31 puntos, el Pata Blanca consiguió el Torneo Clausura 2016, el primer título de Primera División en la historia del club, y se aseguró su participación en un torneo internacional.
Sobre el logro, comentó:

«Festejar un título es un premio por todo lo que se vive en este camino. Uno empieza desde chico en el baby fútbol y tiene la ilusión de llegar a salir campeón y la verdad esto es magnífico, no puedo pedir más nada.»

### Selección nacional
En 2007, Dawson logró el subcampeonato del Sudamericano Sub-15 disputado en Brasil. un Sudamericano Sub-17 2009 en el que obtendría la medalla de bronce además de la clasificación al Copa Mundial Sub-17 2009.
En la selección mayor Dawson fue varias veces anotado en la lista inicial de convocados, siendo baja en la lista definitiva. El 12 de noviembre de 2021 Dawson entra en la lista definitiva de la Selección para Clasificación de Conmebol para la Copa Mundial de Fútbol de 2022, de los partidos frente a Argentina y Bolivia

#### Participaciones en juveniles
| Competición              | Sede    | Resultado        |
| ------------------------ | ------- | ---------------- |
| Sudamericano Sub-15 2007 | Brasil  | Subcampeón       |
| Sudamericano Sub-17 2009 | Chile   | Tercer puesto    |
| Copa Mundial Sub-17 2009 | Nigeria | Cuartos de final |

### Peñarol
El 6 de enero de 2017, firmó contrato con Peñarol, a préstamo por un año.
En los carboneros, logra el Clausura 2017 con una excelente actuación, jugando todos los partidos y siendo la valla menos vencida. De esta forma, Peñarol accede a jugar las finales del Campeonato Uruguayo, del cual sale vencedor tras derrotar a Defensor por penales (4-2) tras empatar 0-0.
Durante 2018 fue figura absoluta del Carbonero, logrando ser distinguido como jugador del año por la Asociación Uruguaya de Fútbol, tras haber conquistado la primera Supercopa Uruguaya, el Torneo Clausura, y lograr el Bicampeonato Uruguayo. Dawson fue crucial, siendo protagonista de grandes atajadas, logrando así ser la valla menos vencida del año.
Al comienzo de la temporada 2019 Peñarol perdería la Supercopa Uruguaya, siendo vencido por su tradicional rival, el Club Nacional de Football.
Posteriormente, el plantel del Manya logró conquistar un nuevo Torneo Apertura, luego de quedar fuera de la Copa Libertadores en la fase de grupos, en la que cosecharon 10 puntos.
El 5 de junio el vicepresidente del Club Atlético Peñarol, Rodolfo Catino, informó que tras 6 meses de negociaciones con Plaza Colonia, se logró adquirir el 100% de la ficha de Kevin Dawson, y que también se pactó una extensión de contrato hasta 2022.

### Deportivo Cali
En diciembre del 2022 el Deportivo Cali oficializa la contratación del arquero charrúa para lo que será el 2023 después de haber terminado el vínculo con Peñarol y decidir no renovar.
El día miércoles 17 de mayo de 2023, Dawson decide renunciar al club por incumplimiento de salarios.
El 18 de mayo del 2023 el Deportivo Cali comunica de forma oficial que se llegó a un acuerdo para finalizar el contrato de Kevin con la institución quedando como Agente Libre
Fair Play
En 2019, tras finalizar el partido del Campeonato Uruguayo, el portero Kevin Dawson respondió al pedido de un joven hincha (con Síndrome de Down) de Plaza, que jugaba en casa, y participó de una pequeña tanda de penales.  
Dawson saltó y no atrapó el balón, para deleite del niño, quien corrió hasta el banderín de esquina y celebró con los fanáticos del Plaza.

## Estadísticas

### Clubes
Actualizado al último partido disputado el 27 de marzo de 2023.
| Plaza Colonia · Uruguay   | 2.ª           | 2011-12       | 15  | -20  | -  | -   | -  | -   | 15  | -20  |
| Plaza Colonia · Uruguay   | 2.ª           | 2012-13       | 28  | -38  | -  | -   | -  | -   | 28  | -38  |
| Plaza Colonia · Uruguay   | 2.ª           | 2013-14       | 30  | -32  | -  | -   | -  | -   | 30  | -32  |
| Plaza Colonia · Uruguay   | 2.ª           | 2014-15       | 14  | -9   | -  | -   | -  | -   | 14  | -9   |
| Plaza Colonia · Uruguay   | 1.ª           | 2015-16       | 29  | -26  | -  | -   | -  | -   | 29  | -26  |
| Plaza Colonia · Uruguay   | 1.ª           | 2016          | 15  | -24  | -  | -   | 2  | -1  | 17  | -25  |
| Plaza Colonia · Uruguay   | Total club    | Total club    | 131 | -149 | 0  | 0   | 2  | -1  | 133 | -150 |
| C.A. Peñarol · Uruguay    | 1.ª           | 2017          | 17  | -7   | 1  | 0   | 0  | 0   | 18  | -7   |
| C.A. Peñarol · Uruguay    | 1.ª           | 2018          | 27  | -19  | 7  | -11 | 8  | -11 | 42  | -41  |
| C.A. Peñarol · Uruguay    | 1.ª           | 2019          | 27  | -18  | 8  | -8  | 9  | -11 | 44  | -37  |
| C.A. Peñarol · Uruguay    | 1.ª           | 2020          | 28  | -23  | 6  | -7  | 8  | -9  | 42  | -39  |
| C.A. Peñarol · Uruguay    | 1.ª           | 2021          | 27  | -19  | 0  | 0   | 14 | -13 | 41  | -32  |
| C.A. Peñarol · Uruguay    | 1.ª           | 2022          | 26  | -17  | 7  | -8  | 6  | -6  | 39  | -31  |
| C.A. Peñarol · Uruguay    | Total club    | Total club    | 226 | -103 | 29 | -34 | 45 | -50 | 226 | -187 |
| Deportivo Cali · Colombia | 1.ª           | 2023A         | 19  | -26  | 1  | 0   | -  | -   | 20  | -26  |
| Deportivo Cali · Colombia | Total club    | Total club    | 19  | -26  | 1  | 0   | 0  | 0   | 20  | -26  |
| Plaza Colonia · Uruguay   | 1.ª           | 2023C         | 14  | -14  | -  | -   | -  | -   | 14  | -14  |
| Plaza Colonia · Uruguay   | Total club    | Total club    | 14  | -14  | -  | -   | -  | -   | 14  | -14  |
| Defensor Sp. · Uruguay    | 1.ª           | 2023          | -   | -    | 3  | -3  | -  | -   | 3   | -3   |
| Defensor Sp. · Uruguay    | 1.ª           | 2024          | 29  | -32  | 8  | -6  | 2  | -7  | 39  | -45  |
| Defensor Sp. · Uruguay    | Total club    | Total club    | 29  | -32  | 11 | -9  | 2  | -7  | 42  | -48  |
| Total carrera             | Total carrera | Total carrera | 345 | -324 | 41 | -43 | 49 | -58 | 435 | -425 |
| 1. 2.                     |               |               |     |      |    |     |    |     |     |      |

#### Asistencias
| N° | Club    | Rival     | Resultado | Fecha                 | Lugar               | Competencia              | Goles | Asist.     | Ref. |
| -- | ------- | --------- | --------- | --------------------- | ------------------- | ------------------------ | ----- | ---------- | ---- |
| 1  | Peñarol | Wanderers | 1:0 (1:0) | 20 de febrero de 2021 | Montevideo, Uruguay | Campeonato Uruguayo 2020 | -     | Asistencia |      |

## Palmarés

### Títulos nacionales
| Título              | Club              | País    | Año  |
| ------------------- | ----------------- | ------- | ---- |
| Torneo Clausura     | Plaza Colonia     | Uruguay | 2016 |
| Torneo Clausura     | C. A. Peñarol     | Uruguay | 2017 |
| Campeonato Uruguayo | C. A. Peñarol     | Uruguay | 2017 |
| Supercopa Uruguaya  | C. A. Peñarol     | Uruguay | 2018 |
| Torneo Clausura     | C. A. Peñarol     | Uruguay | 2018 |
| Campeonato Uruguayo | C. A. Peñarol     | Uruguay | 2018 |
| Torneo Apertura     | C. A. Peñarol     | Uruguay | 2019 |
| Torneo Clausura     | C. A. Peñarol     | Uruguay | 2021 |
| Campeonato Uruguayo | C. A. Peñarol     | Uruguay | 2021 |
| Supercopa Uruguaya  | C. A. Peñarol     | Uruguay | 2022 |
| Copa AUF Uruguay    | Defensor Sporting | Uruguay | 2023 |
| Copa AUF Uruguay    | Defensor Sporting | Uruguay | 2024 |

### Distinciones individuales
| Distinción                                                      | Año  |
| --------------------------------------------------------------- | ---- |
| El tapado de la fecha (12) del Torneo Clausura para Referí      | 2016 |
| Mejor arquero/Equipo ideal del Campeonato Uruguayo para Referí  | 2016 |
| Mejor arquero/Equipo ideal del Campeonato Uruguayo para Referí  | 2017 |
| Mejor arquero del Torneo Apertura para Teledoce                 | 2018 |
| JugadorManyadelMes de octubre                                   | 2018 |
| Valla menos vencida del año (Premio AUF)                        | 2018 |
| Mejor arquero/Equipo ideal del Campeonato Uruguayo (Premio AUF) | 2018 |
| Mejor arquero/Equipo ideal del Campeonato Uruguayo para Referí  | 2018 |
| Jugador del año para Referí                                     | 2018 |
| Mejor jugador del año (Premio AUF)                              | 2018 |
| Valla menos vencida (Premio AUF)                                | 2019 |
| Valla menos vencida (Premio AUF)                                | 2021 |